# Kirvin (Texas)
Kirvin es un pueblo ubicado en el condado de Freestone en el estado estadounidense de Texas. En el Censo de 2010 tenía una población de 129 habitantes y una densidad poblacional de 124,21 personas por km².

## Geografía
Kirvin se encuentra ubicado en las coordenadas 31°46′2″N 96°19′48″O / 31.76722, -96.33000. Según la Oficina del Censo de los Estados Unidos, Kirvin tiene una superficie total de 1.04 km², de la cual 1.04 km² corresponden a tierra firme y (0%) 0 km² es agua.

## Demografía
Según el censo de 2010, había 129 personas residiendo en Kirvin. La densidad de población era de 124,21 hab./km². De los 129 habitantes, Kirvin estaba compuesto por el 94.57% blancos, el 5.43% eran afroamericanos, el 0% eran amerindios, el 0% eran asiáticos, el 0% eran isleños del Pacífico, el 0% eran de otras razas y el 0% pertenecían a dos o más razas. Del total de la población el 0% eran hispanos o latinos de cualquier raza.